# Live Evolution
| Оценки критиков | Оценки критиков |
| Источник        | Оценка          |
| --------------- | --------------- |
| Allmusic        | [ 1 ]           |
| Allmusic        | (DVD)           |

Live Evolution — концертный альбом группы Queensrÿche, вышедший в 2001 году. Альбом был записан в течение двух ночей (27-28 июля 2001) в театре «Moore» в Сиэтле, Вашингтон. Диск содержит различные моменты записи альбома, а также большой раздел концептуального альбома Operation: Mindcrime.

## Список композиций
| №   | Название                          | Автор(ы)                               | Длительность |
| --- | --------------------------------- | -------------------------------------- | ------------ |
| 1.  | «NM 156»                          | Крис ДеГармо, Джефф Тейт, Майкл Уилтон | 3:56         |
| 2.  | «Walk in the Shadows»             | ДеГармо, Тейт, Уилтон                  | 3:37         |
| 3.  | «Roads to Madness»                | ДеГармо, Тейт, Уилтон                  | 5:46         |
| 4.  | «The Lady Wore Black»             | ДеГармо, Тейт                          | 5:28         |
| 5.  | «London»                          | ДеГармо, Тейт, Уилтон                  | 5:15         |
| 6.  | «Queen of the Reich»              | ДеГармо                                | 5:01         |
| 7.  | «Take Hold of the Flame»          | ДеГармо, Тейт                          | 4:55         |
| 8.  | «Screaming in Digital»            | ДеГармо, Тейт, Уилтон                  | 3:48         |
| 9.  | «I Remember Now»                  | ДеГармо, Тейт, Уилтон                  | 1:13         |
| 10. | «Revolution Calling»              | Тейт, Уилтон                           | 5:13         |
| 11. | «Spreading the Disease» (part I)  | Тейт, Уилтон                           | 2:29         |
| 12. | «Electric Requiem»                | Скотт Рокенфилд, Тейт                  | 1:13         |
| 13. | «Spreading the Disease» (part II) | Тейт, Уилтон                           | 1:48         |
| 14. | «The Mission»                     | ДеГармо                                | 5:45         |
| 15. | «Suite Sister Mary»               | ДеГармо, Тейт                          | 10:41        |
| 16. | «I Don't Believe in Love»         | ДеГармо, Тейт                          | 4:23         |
| 17. | «My Empty Room»                   | Тейт, Уилтон                           | 1:21         |
| 18. | «Eyes of a Stranger»              | ДеГармо, Тейт                          | 6:17         |

| №   | Название                            | Автор(ы)                    | Длительность |
| --- | ----------------------------------- | --------------------------- | ------------ |
| 1.  | «I Am I»                            | ДеГармо, Тейт               | 4:05         |
| 2.  | «Damaged»                           | ДеГармо, Тейт               | 4:12         |
| 3.  | «Empire»                            | Тейт, Уилтон                | 4:50         |
| 4.  | «Silent Lucidity»                   | ДеГармо                     | 5:28         |
| 5.  | «Another Rainy Night (Without You)» | ДеГармо, Эдди Джексон, Тейт | 4:37         |
| 6.  | «Jet City Woman»                    | ДеГармо, Тейт               | 5:22         |
| 7.  | «Liquid Sky»                        | Queensrÿche                 | 4:59         |
| 8.  | «Sacred Ground»                     | Queensrÿche                 | 4:05         |
| 9.  | «Falling Down»                      | Queensrÿche                 | 5:17         |
| 10. | «Hit the Black»                     | ДеГармо, Джексон            | 3:39         |
| 11. | «Breakdown»                         | Queensrÿche                 | 4:03         |
| 12. | «The Right Side of My Mind»         | Queensrÿche                 | 6:29         |

### Список композиций DVD
1. «NM 156»
2. «Roads to Madness»
3. «The Lady Wore Black»
4. «London»
5. «Screaming in Digital»
6. «I Am I»
7. «Damaged»
8. «Empire»
9. «Silent Lucidity»
10. «Jet City Woman»
11. «Hit the Black»
12. «Breakdown»
13. «The Right Side of My Mind»
14. «I Remember Now»
15. «Revolution Calling»
16. «Suite Sister Mary»
17. «My Empty Room»
18. «Eyes of a Stranger»
19. «Take Hold of the Flame»
20. «Queen of the Reich»

- Interviews
- Highlights
- PhotoGallery

## Участники записи
Участники группы
- Джефф Тейт — вокал
- Майкл Уилтон — гитара
- Келли Грэй — гитара
- Эдди Джексон — бас-гитара
- Скотт Рокенфилд — ударные

Приглашённые музыканты
- Памела Мур — вокал

## Позиции в чартах
| Год  | Чарт                                | Позиция |
| ---- | ----------------------------------- | ------- |
| 2001 | Billboard 200 (USA)                 | 143     |
| 2001 | Billboard Top Internet Albums (USA) | 20      |